# Symbole de Levi-Civita d'ordre N
Pour les articles homonymes, voir Levi et Civita (homonymie).
Le symbole de Levi-Civita d'ordre N, généralement noté εi1i2...iN, aussi appelé pseudo-tenseur complètement antisymétrique d'ordre N, est une généralisation du symbole de Levi-Civita d'ordre 3.
Chaque indice i1, ... iN peut prendre une valeur quelconque parmi N. La valeur du symbole de Levi-Civita pour un jeu d'indices donné est 0 si au moins deux indices sont égaux. Si la liste des indices est formée des N valeurs distinctes autorisées, alors, le symbole vaut 1 ou -1, la valeur 1 ou -1 dépendant si la liste des indices est une permutation paire ou une permutation impaire de la liste des N valeurs possibles préalablement ordonnée.

## Exemple
Supposons par exemple que la liste ordonnée des index soit t, x, y, z pour définir un symbole d'ordre 4. Il existe 44 = 256 valeurs possibles du symbole. Cependant, la plupart de ces valeurs sont nulles : le symbole εtxty, par exemple, vaut 0 parce que l'indice t figure deux fois. Du fait de l'ordre initial des indices, εtxyz vaut 1, et on a les valeurs suivantes pour diverses permutations des indices :
- εtxzy = -1 ;
- εtyxz = -1 ;
- εztyx = 1.

En tout, seules 4! = 24 valeurs parmi les 256 sont non nulles, la moitié d'entre elles valant 1, l'autre moitié -1.

## Tenseur dualiseur
Mathématiquement, le symbole de Levi-Civita d'ordre N est un objet à plusieurs indices, ce qui lui donne une structure évoquant celle des tenseurs. Cependant, ce n'est pas un tenseur. Ses composantes ne dépendent pas du système de coordonnées choisi,
et par convention εi1i2...iN = εi1i2...iN.
En revanche, un simple facteur de normalisation basé sur le déterminant du tenseur métrique permet de définir
le tenseur de Levi-Civita, aussi appelé tenseur dualiseur.